# Silvina D'Elía
Silvina D'Elía est une hockeyeuse argentine née le 25 avril 1986 à Mendoza.

## Biographie
Silvina D'Elía naît à Mendoza le 25 avril 1986.

### En équipe nationale d'Argentine
Avec l'équipe argentine de hockey sur gazon, elle remporte la médaille d'argent aux Jeux olympiques de 2012 à Londres. En 2015, elle décide de quitter la sélection nationale, mais y revient en 2019, dans le but de participer aux Jeux olympiques de 2020 à Tokyo.